# Авдеев, Николай Николаевич (писатель)
Никола́й Никола́евич Авде́ев (18 марта 1902, Козлов — 20 ноября 1978, Рыбинск) — автор книги о Гражданской войне, юнкер в Белой Армии, командир батареи в Красной армии.

## Биография
Родился в городе Козлове Тамбовской губернии в марте 1902 года. Его мать — эсерка Анна Ивановна Черникова — и отец — будущий большевик Николай Николаевич Авдеев обвенчались за три недели до этого в церкви знаменитой «шпалерки».
Мать выпустили в день свадьбы по причине беременности, но вскоре снова арестовали. Так что своё детство Николай провёл в различных тюрьмах страны.

 Покорнейше прошу перевести меня в ту Московскую тюрьму, где содержится муж, так как со мной сидит сын 2-х лет, он тогда сможет пользоваться двумя прогулками и, следовательно, видеть большее число людей… — из прошения Анны Авдеевой от 5-го апреля 1904 года
В 1907 году мать с пятилетним Николаем бежала из нарымской ссылки и ещё через год обосновалась в Армавире. Здесь Николай в 1919 году окончил гимназию и был мобилизован в Белую Армию. После боёв на юге России вместе со своим полком попал в Галлиполи. При первой возможности вернулся в Россию. В это время он пишет повести и рассказы, составившие его будущую книгу «Лик войны». В 1925 добровольно вступил в Красную Армию. Служил в Москве и одновременно учился в АХРР. Позднее был переведён сначала в Ярославль, а затем в Рыбинск. Он служил в должности командира батареи, когда летом 1938 года был арестован по обвинению в шпионаже (58-6). После пыток он попал в больницу, а затем в марте 1939 был осуждён уже не за шпионаж, а за пропаганду и агитацию (58-10) и превышение власти (193-17 п. «а»). Он получил 6 лет ИТЛ и два года поражения в правах. Через 6 лет 17 июля 1945 года ВКВС СССР отменила приговор и освободил его из-под стражи. Николай Авдеев возвращается в Рыбинск. В это время он дает один из первых уроков рисования своему сыну Борису. В 1945—1952 годах он работает сначала научным сотрудником, а с 1950 и хранителем фондов Рыбинского музея.
Умер в 1978 году.

## Сочинения
Авдеев Н. Н. Лик войны: молодежь в русской контрреволюции. — М.: «Евразия+», 2002. — С. 3 – 255. — 400 с. — 1000 экз. — ISBN 5934940678, ББК 84,42.